# Скіфські ченці

Батьківщина скіфських ченців Мала Скіфія, узбережжя Чорного моря

Скіфські ченці — група ченців, яка виникла на території навколо гирла Дунаю, та відігравала важливу роль в християнському житті між IV та VI століттями. Скіфські ченці значно вплинули на формування сучасного християнського віровчення і християнського календаря, через свої роботи.
Назва «Скіфські» за одними джерела походить від етнічної приналежності, а за іншими походить від Скіфії, що була північно-східною провінцією Римської Імперії. Ченці стали визначним елементом християнізації фрако-римських елементів, розвинули догмати чернечого та аскетичного життя.

## Історія
У I ст. Скіфія була частиною Римської імперії. У цей час почалось активне включення місцевого скіфського елементу в християнське релігійне життя Римської (Східно-Римської) імперії. Перший контакт з християнством у цьому районі був, коли Святий Андрій, брат Святого Петра, проповідував тут у першому столітті зі своїми учнями. Швидко християнство стало дуже поширеною вірою в регіоні, про що свідчить велика кількість залишків ранніх християнських церков. Римська адміністрація влаштовувала переслідування християн, з'являється велика кількість мучеників.
Відомий єпископ Єфрем Кримський, убитий 7 березня 304 року в Томах, був першим християнським мучеником в цьому регіоні і за ним пішли багато інших, особливо під час репресій на замовлення імператорів Діоклетіана, Галерія, Ліцинія і Юліана Відступника. Велика кількість єпархій та мучеників з'явилась за часів антинікейських отців. Перший відомий дако-римський християнський священик Монтан і його дружина Максима Римська загинули як мученики за віру від 26 березня 304 року.
Вважається, що Скіфські ченці були родоначальниками Лаври — об'єднання ченців, яке ззовні подібне на колонію пустельників (еремітів), через що їх часто ототожнюють. Насправді ж, в лаврі життя ченців уже було чітко регламентоване внутрішніми правилами. У початкове анархічне життя тих, хто «наслідував Христа», це нововведення ініціювали, швидше за все, саме ченці-скіфи. Цілком можливо, що саме скіфські ченці з Тавридської Скіфії (Крим) прибули в Палестину і організували своє поселення — лавру.
Архієпископи Скіфії належали до орбіти Західної Церкви, хоча згідно з первісною традицією їх висвячував єпископ Єрусалима. Наприклад, архієпископ Скіфії Бретон (Бретаніон) не брав участі в Константинопольському соборі Східної Церкви 381 року, який тільки згодом визнали Вселенським.
Серед ієрархії Західної Церкви архієпископа Скіфії було визнано, за «рейтингом гідності», третім після Папи Римського. Той же архієпископ Бретон міг собі навіть дозволити звинуватити імператора Візантії Валента — запеклого переслідувача християн, за примусове поширення єресі аріанства.
Скіфія, у той час, була могутніша за Візантію. «І Бретаніон, що сіяв усякою доброчинністю, і владою архипастиря правив містами всієї Скіфії, спалахнув духом ревності і звинуватив Валента 372 року за спотворення догматів, і за беззаконня щодо святих» («Церковна історія». Феодорит, єпископ Кирський).
Досить вагомим був інтелектуальний вклад скіфських монахів у напрацювання христології Західної Церкви (IV-VI ст.). Досить згадати імена хоча б таких ченців: Іван Касіян мав титул «Учитель західного чернецтва», Іван Максентій — відстояв богослов'я Вселенської Церкви (контрверсія теоспасхізму) і навіть делікатно уточнив теологічні погляди Папи Гормізда, а Діонісій Малий — створив перший систематизований Кодекс Церковного права для Західної Церкви і Церковний календар, яким ми користуємося (щоправда при обчисленні дати народження Ісуса Христа, помилився на 6-7 років).
До Халкедонського собору 451 року єпископи Константинополя, незважаючи на своє «столичне» походження, були підпорядковані Гераклейській митрополії (Фракія).

## Представники скіфських монахів
- Іван Касіян
- Леонтій Візантійський
- Діонісій Малий
- Іван Максентій